# サムライ (映画)
『サムライ』（原題：Le Samouraï）は、1967年制作のフランス・イタリア合作映画。アラン・ドロン主演で、ナタリー・ドロンの映画デビュー作品。アラン・ドロン演じる殺し屋の失敗と死を独特の映像美で描いた「フレンチ・フィルム・ノワール」と称される作品のひとつ。

## ストーリー
（冒頭、「侍の孤独ほど深いものはない。さらに深い孤独があるとすれば、密林に生きる虎のそれだけだ ――『武士道』より」というキャプションが表示される。）
ジェフ・コステロは飼っているカナリアだけを友とする、一匹狼の殺し屋である。仕事ぶりは慎重に慎重を重ねたもので、コールガール・ジャーヌと、闇ポーカーの賭場にそれぞれアリバイの口裏合わせを頼み、メトロを複雑に乗り継ぎ、特殊な鍵束を使って路上の自動車を盗み、協力者である自動車修理工にナンバープレートを付け替えさせて、標的の情報と銃を受け取り、指紋と硝煙反応を残さぬよう手袋をはめ、仕事を終えると、手袋と銃をセーヌ川に捨て、タクシーで帰宅するのだった。
土曜日の深夜。ナイトクラブの支配人・マルテ殺しの依頼を受けたジェフは、いつものように準備を重ね、依頼を遂行した。現場を去ろうとしたとき、専属ジャズバンドの女流ピアニスト、ヴァレリーと鉢合わせになり、まともに顔を見られてしまった。それでもジェフはヴァレリーを無視し、平然とナイトクラブを出た。通報を受けた警察は、街の人々を無差別に連行する作戦を敷き、賭場にいたジェフもその対象となる。ジャーヌとヴァレリーが警察署に呼ばれた。ジャーヌは事前の申し合わせ通り、ジェフのアリバイを偽証する。面通しでジェフの姿をふたたび見たヴァレリーは、なぜか「この人ではありません」と告げたので、ジェフは釈放される。警部はジェフこそが殺し屋だと直感し、部下たちに徹底的なマークを命じる。
日曜日。ジェフはメトロを乗り継ぎ、仲間の殺し屋が待つ、報酬の受け取り場所へ向かった。その殺し屋は、報酬を手渡す代わりにジェフを射殺しようとした。ジェフは間一髪で銃弾を避け、致命傷を防いだが、腕に怪我を負った。殺し屋は逃げた。ジェフは殺しの掟の非情さを痛感するとともに、ナイトクラブの中に自分の正体を知る者がヴァレリー以外にいると感づき、再びナイトクラブをたずね、演奏を終えたヴァレリーを待ち、ともに彼女の自宅へ向かう。
月曜日の夜明け。ジェフはヴァレリーに「俺のことを警察に言わなかったのは、誰かをかばったためだろう? 俺が逮捕されれば、依頼人の身も危ないからな」とたずねた。ヴァレリーはそれには答えず、「2時間後に電話して」と告げて別れた。一方その頃警察は、ジェフのアパルトマンの部屋に盗聴器を仕掛けるかたわら、警部自らジャーヌの自宅を家宅捜索し、証言の撤回を迫った。偽証のために婚約者を装っているうちに、本当にジェフに惚れるようになっていたジャーヌは、それをきっぱりと断った。
帰宅したジェフは、鳥カゴの中のカナリアが羽毛をまき散らし、落ち着かない様子なのを見て、盗聴器が仕掛けられていることを見破り、探し出してスイッチを切る。念のためにカフェの公衆電話からヴァレリーに電話するが、ジェフの身を案じたヴァレリーは、受話器を取らなかった。再びアパルトマンに戻ったジェフを、待ち伏せしていた昨日の殺し屋が襲った。殺し屋は銃を向けながら、「消しに来たのではなく、今度は依頼だ」と告げ、札束を積んで見せる。ジェフは殺し屋を殴り飛ばし、銃を奪い取って突きつけ、「その依頼を受ける前に、お前の雇い主は誰なのか知りたい」とたずねる。観念した殺し屋は「モンモランシー通りのレイだ」と力なく答えた。ジェフは殺し屋を撃たず、椅子に縛り付け、アパルトマンを飛び出した。
ジェフはいつものように、自動車の調達のためにメトロに乗ったが、すでに多数の刑事たちが張り込んでいた。網の目のようなメトロを行ったり来たりするうち、尾行を振り切ることに成功する。ジェフは自動車を盗み、修理工のもとへ向かった。修理工はナンバープレートを付け替え、標的の情報と銃を手渡すと、「あんたとの仕事はこれが最後だ」と告げた。一瞬戸惑った表情を見せたジェフは、「わかった」とだけ答えた。
夜になった。ジェフはまず、ジャーヌの自宅へ向かった。ジェフはジャーヌを抱きしめ、「決着をつけてくる」とだけ告げて去り、依頼先へ向かう前に、殺し屋が教えた「モンモランシー通りのレイ」のアジトを探し当てた。そこは見覚えのある、ピアノが置かれた豪邸だった。ヴァレリーは大物ギャング・レイの所有する邸宅に囲われていたのだ。ジェフはレイを射殺して、依頼先へ向かった。
依頼の現場はあのナイトクラブだった。バーテンダーにウィスキーを注文したジェフは、手袋をはめ始める。それを見て狼狽するバーテンダーを見たジェフは、ジェフを消すようレイに進言した張本人が彼であることをさとったが、彼には手をかけず、酒にも手をつけないでカウンターを離れた。ヴァレリーがステージに登場し、ベーシスト、ドラマーとのコンボで電気オルガンを演奏し始めた。ジェフはオルガンに寄りかかり、演奏に聞き入りつつ、ヴァレリーに銃を向けた。ヴァレリーは演奏を続けながら「どうして?」とたずねた。ジェフは「報酬を受け取ったからだ」と答えた。
銃声が響いた。倒れたのはジェフだった。張り込んだ刑事たちが一斉にジェフを撃ったのだった。刑事が「危ないところでしたね」とヴァレリーをいたわっているところへ警部が「それは違う」と割って入り、ジェフの銃を見せた。ジェフが構えていた回転式拳銃には、銃弾が1発も込められていなかった。ヴァレリーは涙も流さず、静かにオルガンの前に座り込んでいた。

## キャスト
| 役名                            | 俳優                     | 日本語吹替                        | 日本語吹替                     | 日本語吹替                      |
| 役名                            | 俳優                     | TBS版                             | NETテレビ版                    | 東京12ch版                      |
| ------------------------------- | ------------------------ | --------------------------------- | ------------------------------ | ------------------------------- |
| ジェフ・コステロ                | アラン・ドロン           | 堀勝之祐                          | 野沢那智                       | 野沢那智                        |
| ジャーヌ                        | ナタリー・ドロン         | 武藤礼子                          | 平井道子                       | 鈴木弘子                        |
| ヴァレリー （ピアニスト）       | カティ・ロジェ           | 今井和子                          | 鈴木弘子                       | 池田昌子                        |
| 警視                            | フランソワ・ペリエ       | 近石真介                          | 森山周一郎                     | 阪脩                            |
| 警部                            | ロジェ・フラデ           |                                   |                                | 増岡弘                          |
| ボーイ長                        | ロベール・ファヴァール   |                                   |                                | 村松康雄                        |
| レイ                            | ジャン＝ピエール・ポジェ |                                   |                                | 安田隆                          |
| 殺し屋                          | ジャック・ルロワ         | 市川治                            |                                | 宮下勝                          |
| ガルシア                        | ジャック・レオナール     |                                   |                                | 加藤正之                        |
| ヴィエネル氏 （ジャーヌの愛人） | ミシェル・ボワロン       |                                   | 杉田俊也                       | 小関一                          |
| マルテ                          | ガストン・ムーニエ       |                                   |                                | 国坂伸                          |
| ドメリニ                        | ジョルジュ・カザティ     |                                   |                                | 岡田道郎                        |
| バーテンダー                    | ロベール・ファヴァール   |                                   |                                |                                 |
| クローク係                      | カトリーヌ・ジュールダン |                                   |                                |                                 |
|                                 |                          |                                   |                                |                                 |
| 演出                            | 演出                     |                                   |                                | 山田悦司                        |
| 翻訳                            | 翻訳                     |                                   |                                | 大野隆一                        |
| 効果                            | 効果                     |                                   |                                | スリー・サウンド                |
| 調整                            | 調整                     |                                   |                                | 兼子芳博                        |
| 制作                            | 制作                     |                                   |                                | ザック・プロモーション          |
| 解説                            | 解説                     | 荻昌弘                            | 筈見有弘                       | 倉益琢真                        |
| 初回放送                        | 初回放送                 | 1971年7月5日 『月曜ロードショー』 | 1975年4月26日 『土曜映画劇場』 | 1978年10月26日 『木曜洋画劇場』 |

※東京12ch版はIMAGICAから発売された2K修復版Blu-ray・DVDに収録。Blu-rayには日本語吹替版再生機能が搭載。(約87分)

## ロケーション
- ラストシーンで主人公がメトロを乗り継ぐルートはテレグラフ駅（フランス語版）（11号線）→ジュールダン駅（フランス語版）（11号線 ここで逆行）→プラス・デ・フェット駅（フランス語版）（当時の7号線のうち、のちの7bis線区間）→シャトレ駅。

## 影響
本作は後世の多くの作品に影響を与えた。
映画
- 『ザ・ドライバー』（1978年 監督：ウォルター・ヒル）[2]
- 『処刑遊戯』（1979年 監督：村川透）
- 『狼/男たちの挽歌・最終章』（1989年 監督：ジョン・ウー）
- 『ゴースト・ドッグ』（1999年 監督：ジム・ジャームッシュ）
- 『ドライヴ』（2011年 監督：ニコラス・ウィンディング・レフン）

その他
- マーティン・スコセッシやフランシス・F・コッポラ、北野武（ビートたけし）、ジョニー・トー、クエンティン・タランティーノ、リュック・ベッソン、マイケル・マン、デヴィッド・フィンチャーも影響を受けたことで知られている[3]。
- 『野獣死すべし』（1978年 監督：村川透）の主演松田優作の芝居や、沢田研二のシングル「サムライ」（1978年 作詞：阿久悠） も本作が元ネタである[4]。

## 批評
- 「優れた小説家」である以上に「すぐれた評論家」として知られた三島由紀夫は映画評論でも才を見せ、本作は山下耕作監督の「博奕打ち 総長賭博」と共に、晩年に三島が大絶賛した作品で知られ、それらの評も名評とされており、古山敏幸もメルヴィル本で引用している。[5]。

## エピソード
- 冒頭の”サムライとは、森林に潜む虎のようである”という文言を「武士道」からの引用とされているが、著作にはその記述はない。